# WrestleMania XXVI
WrestleMania XXVI was een professioneel worstel-pay-per-viewevenement dat georganiseerd werd door World Wrestling Entertainment (WWE). Dit evenement was de zesentwintigste editie van WrestleMania en vond plaats in de University of Phoenix Stadium in Glendale (Arizona) op 28 maart 2010.

## Wedstrijden
| Nr.                                                                          | Match | Winnaar(s)                                                   |
| ---------------------------------------------------------------------------- | --- | ------------------------------------------------------------ |
| 1                                                                            | ShoMiz (Big Show & The Miz) (c) vs. John Morrison & R-Truth in een tag team match voor het Unified WWE Tag Team Championship                                                                                     | Big Show & The Miz (c)                                       |
| 2                                                                            | Randy Orton vs. Ted DiBiase vs. Cody Rhodes in een Triple Threat match | Randy Orton                                                  |
| 3                                                                            | Kofi Kingston vs. Christian vs. Dolph Ziggler vs. Kane vs. Shelton Benjamin vs. Jack Swagger vs. Montel Vontavious Porter vs. Matt Hardy vs. Evan Bourne vs. Drew McIntyre in een Money in the Bank ladder match | Jack Swagger                                                 |
| 4                                                                            | CM Punk vs. Rey Mysterio in een een-op-eenmatch1 | Rey Mysterio                                                 |
| 5                                                                            | Triple H vs. Sheamus in een een-op-eenmatch | Triple H                                                     |
| 6                                                                            | Bret Hart vs. Vince McMahon in een No Holds Barred match | Bret Hart                                                    |
| 7                                                                            | Chris Jericho (c) vs. Edge in een een-op-eenmatch voor het WWE World Heavyweight Championship | Chris Jericho (c)                                            |
| 8                                                                            | Beth Phoenix, Mickie James, Eve, Kelly Kelly & Gail Kim vs. Michelle McCool, Layla, Maryse, Alicia Fox & Vickie Guerrero in een 10 Diva tag team match                                                           | Michelle McCool, Layla, Maryse, Alicia Fox & Vickie Guerrero |
| 9                                                                            | Batista (c) vs. John Cena in een een-op-eenmatch voor het WWE Championship | John Cena (nc)                                               |
| 10                                                                           | The Undertaker vs. Shawn Michaels in een Retirement match (Undertaker's streak vs. Michaels's career) | The Undertaker                                               |
| (c) huidige kampioen voor en na de match \| (nc) nieuwe kampioen na de match | |                                                              |

1 Als Rey Mysterio de wedstrijd verloor, dan moest hij toetreden bij Punks The Straight Edge Society